# Jean Colbach
Jean Colbach (* 2. Januar 1897 in Lima, Peru; † 3. Oktober 1957 in Luxemburg) war ein luxemburgischer Sprinter.
Bei den Olympischen Spielen 1920 in Antwerpen wurde er Sechster in der 4-mal-100-Meter-Staffel und schied über 100 m im Vorlauf aus.
Seine persönliche Bestzeit über 100 m von 11,0 s stellte er 1918 auf.